# Ardón (León)

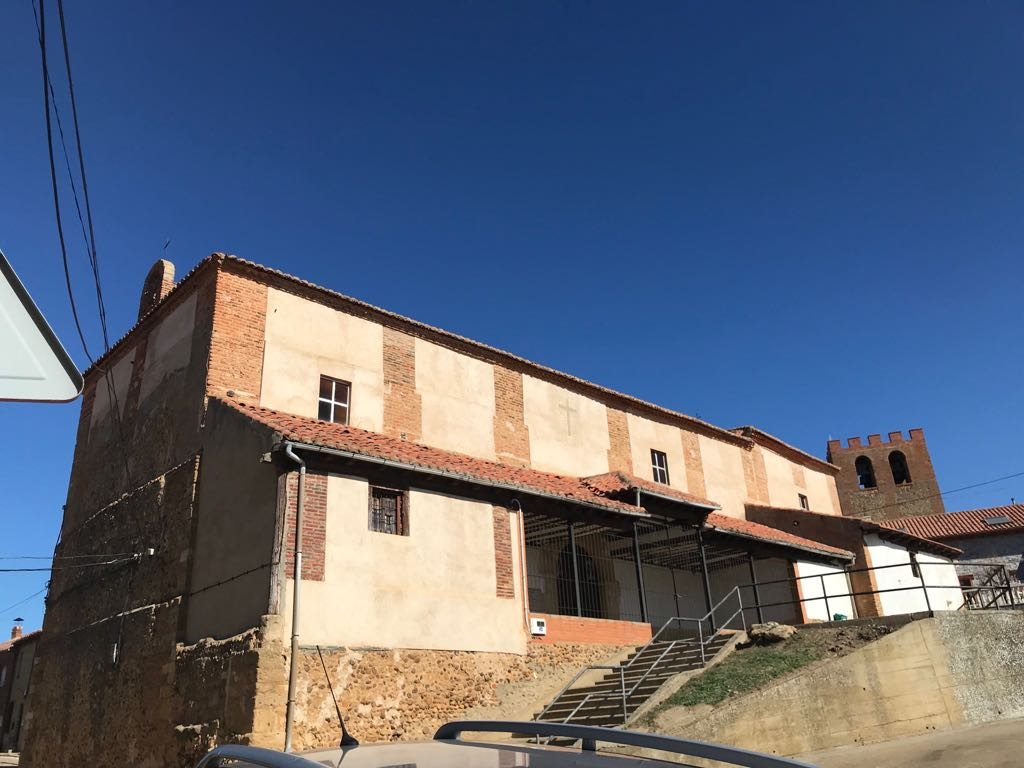
Iglesia de Ardón

Ardón es un municipio y villa española de la provincia de León, en la comunidad autónoma de Castilla y León. Cuenta con una población de 550 habitantes (INE 2024). Se compone de los núcleos de población de Ardón, Benazolve, Cillanueva, Fresnellino del Monte, San Cibrián y Villalobar. Perteneció a la antigua Hermandad de Vega con Ardón.

## Geografía

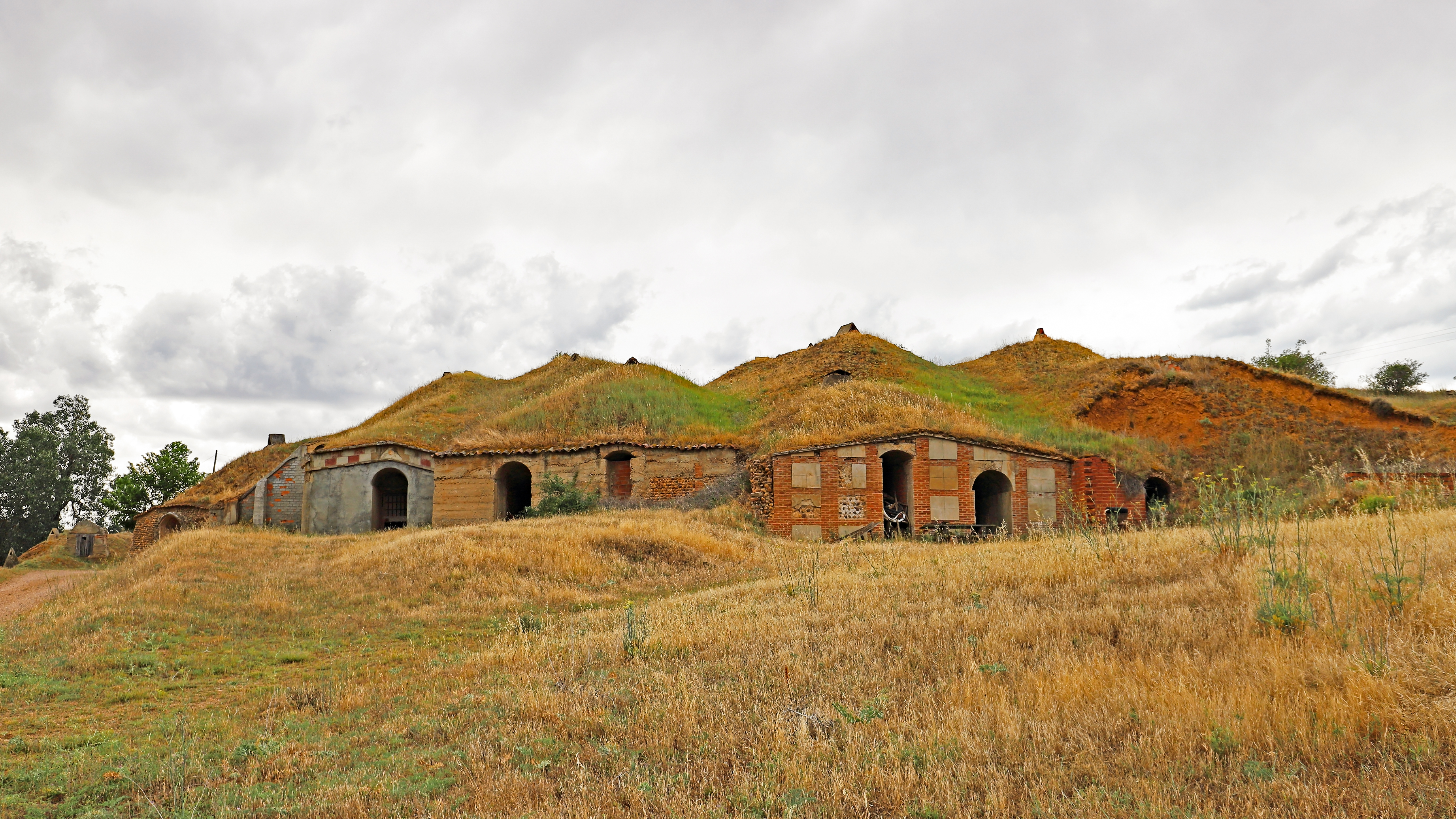
Bodegas

### Ubicación
Ardón se encuentra en la comarca de El Páramo, en el sur de la provincia de León, a 21 kilómetros de la capital provincial. El término municipal está atravesado por la Autovía Ruta de la Plata (A-66) y por la carretera nacional N-630, entre los pK 162-165 y 167-171, además de por carreteras locales que permiten la comunicación con los municipios vecinos de Chozas de Abajo, Vega de Infanzones, Cabreros del Río, Villamañán y Valdevimbre.  
| Noroeste: Chozas de Abajo            | Norte: Chozas de Abajo (exclave) | Noreste: Vega de Infanzones y Chozas de Abajo (exclave) |
| Oeste: Chozas de Abajo y Valdevimbre |                                  | Este: Campo de Villavidel y Cabreros del Río            |
| Suroeste Valdevimbre                 | Sur: Villamañán                  | Sureste: Cabreros del Río                               |

### Orografía
Situado en El Páramo, el relieve del municipio es horizontal, tan solo interrumpido por cerros aislados y valles labrados por arroyos que desembocan en el río Esla, situándose la capital del municipio en uno de estos valles, repitiéndose la misma situación con cada uno de los pueblos del municipio. En el término municipal se encuentra el vértice geodésico de Moriscos, a una altitud de 810 m s. n. m., y situado en el centro del municipio.

### Hidrografía
Ardón está bañada por el río Esla, el cual recorre el municipio de norte a sur. En él desembocan varios arroyos y ríos menores.

## Demografía
Cuenta con una población de 550 habitantes (INE 2024).
| Gráfica de evolución demográfica de Ardón entre 1842 y 2021                                                           |
| |
| Población de derecho según los censos de población del INE. Población de hecho según los censos de población del INE. |

## Economía

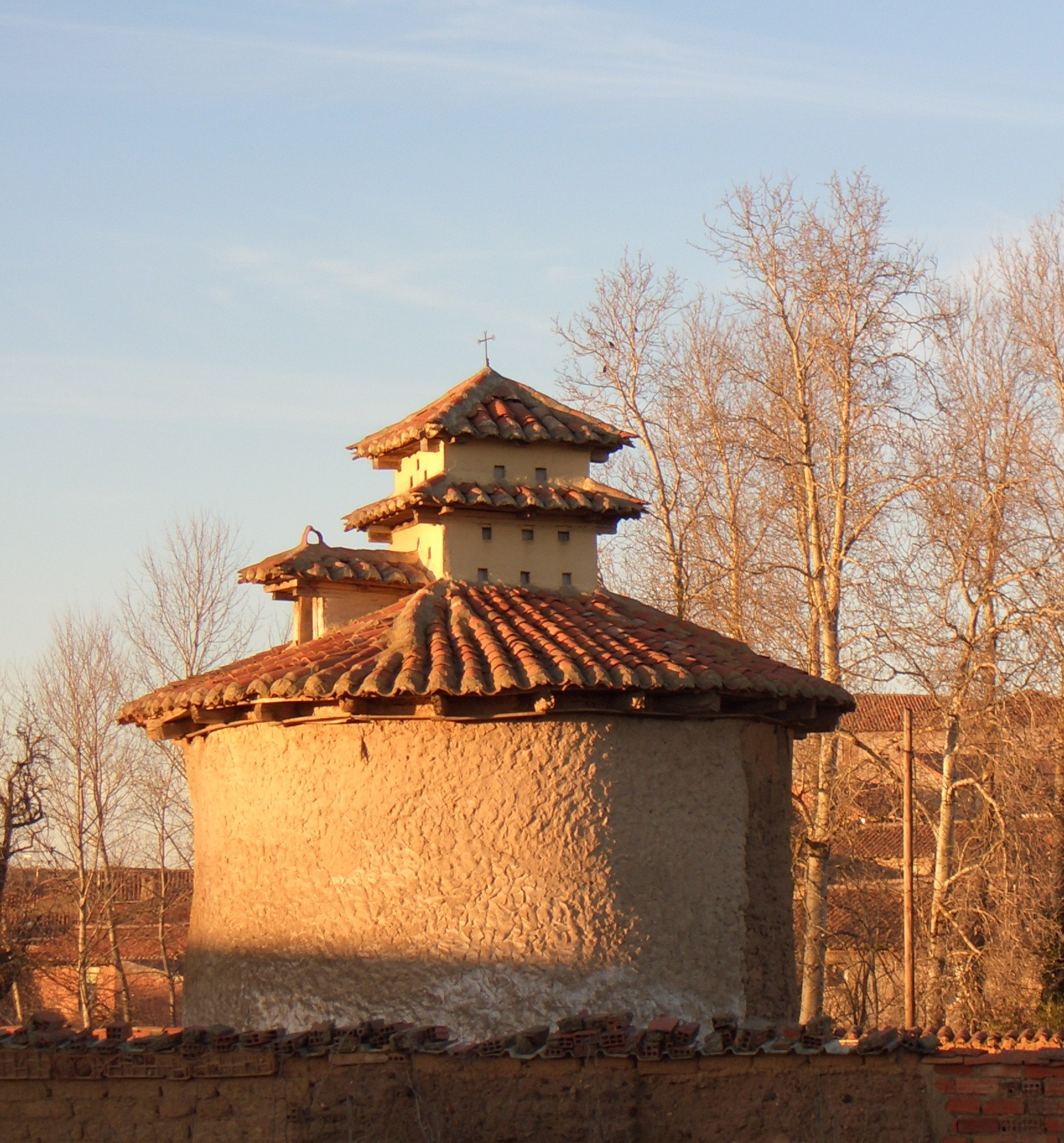
Palomar

Tradicionalmente predominó el cultivo de la vid de lo que quedan apenas algunos vestigios en forma de cepas abandonadas. Con la introducción del regadío, el cultivo de las viñas prácticamente desapareció y se sustituyó por maíz y otros cereales de regadío. Actualmente la mayoría del campo está en adil (debido a la emigración de su población a la ciudad), aunque últimamente se está introduciendo el cultivo de especies arbóreas (chopo y eucalipto) para su transformación posterior en biomasa.

## Comunicaciones
Transporte aéreo
El aeropuerto de León, que entró en servicio en 1999, es el aeropuerto más cercano, encontrándose a 20 kilómetros de Ardón.

## Patrimonio
Son típicas las bodegas destinadas antiguamente a la elaboración y conservación del vino. Actualmente están en desuso y algunas se han transformado en merenderos. También eran típicos de esta localidad los palomares, aunque en la actualidad solo quedan íntegros dos.  

#### Meteorito de Ardón
El 9 de julio de 1931, a las 9.30 horas una bola de fuego sobrevoló la provincia de León, generando una serie de estallidos que se escucharon tanto desde la capital como desde otras localidades como Boñar y Cistierna. El meteorito cayó en Ardón y se trata de una condrita ordinaria del grupo L6 procedente de un asteroide desconocido que ŕecibió el mismo nombre: Ardón. El meteorito estuvo guardado por una persona de la localidad durante 83 años. Finalmente fue donado al Museo Nacional de Ciencias Naturales del CSIC, en Madrid.